# Ísknattleiksfélagið Björninn
L' Ísknattleiksfélagio Björninn est un club de hockey sur glace de Reykjavik en Islande. Il évolue dans le Championnat d'Islande de hockey sur glace.

## Historique
Le club est créé en 1990.

## Palmarès
- Aucun titre.